# بوربالیق
بوربالیق (به ازبکی: Boʻrbaliq) یک منطقهٔ مسکونی در ازبکستان است که در ولایت فرغانه واقع شده‌است. بوربالیق ۱۶٬۶۰۰ نفر جمعیت دارد و ۴۸۰ متر بالاتر از سطح دریا واقع شده‌است.